# 熊野市自主運行バス

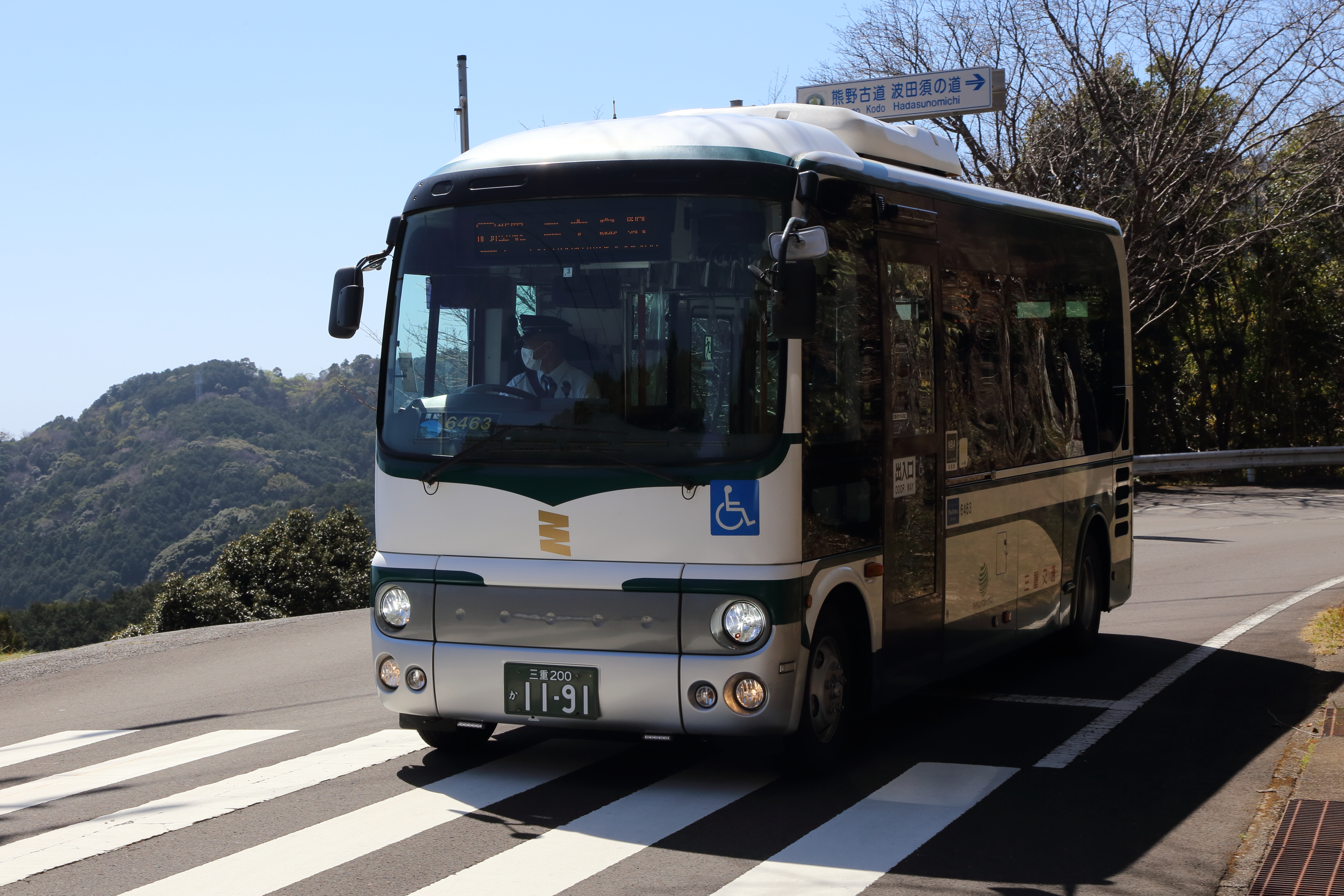

熊野市自主運行バス（くまのしじしゅうんこうバス）は、三重県熊野市が運行するコミュニティバスである。
全ての路線が三重交通南紀営業所（2014年1月末までは三交南紀交通）の廃止代替バスとして開設された。運行業務も同社に委託されているほか、停留所の設備も同社が設置したものをそのまま流用している。
なお、本項では熊野市と南牟婁郡御浜町が共同で運行している『南紀広域バス』についてもあわせて解説する（単に『広域バス』とも。こちらは廃止代替バスではない）。

## 現行路線

### 清流・那智黒石の里線
2003年4月1日より運行。三重交通時代は、71系統・熊野尾川線として運行されていた。三重県道34号七色峡線や40号熊野矢ノ川線を縦断し、神川町や育生町（共に旧・神川村）と市街地中心部を結ぶ。
七色では下北山村営バス（下桑原・池原方面）と接続しているほか、熊野市駅前 - 七色間では小松・おくとろ公園方面からの北山村営バスも並行して走っている（ただし、同バスは河上横町を除いて途中無停車である）。
- 新町 - 熊野市駅前 - 河上横町 - 瀬戸 - 神上 - 七色 - 尾川

### 潮風かほる熊野古道線
2004年4月1日より運行。全線でJR紀勢線と並行するが、同線はトンネルでショートカットする区間が多いため、駅から離れた集落も多く経由する。また、ほぼ全線で国道311号を走行する。
三重交通時代は、熊野市駅前 - 磯崎港間が41系統・磯崎金山線、新鹿駅前 - 遊木間が43系統・遊木線として運行されていたため、この路線は両者を延長して接続させたものとなる。
「フリー停留所」と称するフリー乗降制の区間が、磯崎口 - 磯崎港間、東波田須 - 新鹿港間、みなと - 坂本間で設定されている。
- 熊野市駅前 - 鬼ヶ城東口 - 大泊 - 磯崎港 - 波田須小学校前 - 新鹿駅前 - 遊木 - 二木島駅

### 飛鳥・五郷線
2007年10月1日より運行。三重交通時代は、21系統・五郷線として運行されていた。
紀伊佐田以西は国道309号で五郷町内を通り抜け、国道169号に差し掛かってすぐのところで終着地の湯の谷に至る。
湯の谷へは水曜日の一部の便のみ乗り入れ、その他は全て途中の桃崎で折り返す。
- 三交南紀 - 熊野市駅前 - 鬼ヶ城東口 - 大泊 - 紀伊佐田 - 神山 - 五郷学校前 - 桃崎 - 湯の谷

### 南紀広域バス

#### 瀞流荘紀南病院線
2003年4月1日より運行。
瀞流荘を経由するため、小栗須 - 瀞流荘間を二度通るルートとなっている。
七里御浜・ピネでは、JR阿田和駅に徒歩連絡している（紀南病院行きのみが停車し、降車のみ扱う）。また、阿田和端地では三重交通の13系統・熊野新宮線と接続する。
- 紀南病院 - （七里御浜・ピネ） - 阿田和端地 - 尾呂志 - 後地 - 小栗須 - 瀞流荘 - 小栗須 - 平谷

#### 熊野古道瀞流荘線
2003年7月19日より運行。
- 木本高校 - 熊野市駅前 - 河上横町 - 横垣峠登り口 - 後地 - 小栗須 - 瀞流荘